# Hemeroplanis irrecta
Hemeroplanis irrecta är en fjärilsart som beskrevs av Walker 1865. Hemeroplanis irrecta ingår i släktet Hemeroplanis och familjen nattflyn. Inga underarter finns listade i Catalogue of Life.